# La storia di Lumetto
La storia di Lumetto (Rudolph the Red-Nosed Reindeer) noto anche come Rudolph la renna dal naso rosso, è un film d'animazione in stop-motion per la televisione statunitense prodotto da Rankin/Bass (nota all'epoca come Videocraft International), basato sul famoso brano musicale natalizio, ispirato al personaggio di Rudolph la renna dal naso rosso. Venne mandato in onda per la prima volta il 6 dicembre 1964 sulla NBC, mentre in Italia fu trasmesso il 26 dicembre 1965 dal Programma Nazionale Rai. 
Le animazioni vennero realizzate in Giappone dallo studio MOM Productions di Tokyo, sotto la supervisione di Tadahito Mochinaga e con la direzione di Kizo Nagashima. Negli anni a seguire lo studio continuerà a collaborare con Rankin/Bass per numerosi speciali televisivi. 
Assieme a Buon Natale, Charlie Brown!, Come il Grinch rubò il Natale e Frosty the Snowman è uno dei più celebri speciali natalizi. Essendo trasmesso dalle televisioni statunitensi non solo annualmente, ma più volte nel periodo natalizio, è lo speciale di Natale più replicato negli Stati Uniti.
Il film ha inoltre ricevuto alcuni sequel, realizzati sia da Rankin/Bass che da altri studi: Rudolph's Shiny New Year (1976), Il Natale di Rudolph e Frosty (1979), Rudolph the Red-Nosed Reindeer and the Island of Misfit Toys (2001), Rudolph the Red-Nosed Reindeer - 4D Attraction (2016) e T.E.A.M. Rudolph and the Reindeer Games (2018)

## Trama
Il cucciolo di renna Lumetto (Rudolph in originale) vive al Polo Nord, ed è figlio di una delle renne di Babbo Natale. Suo padre si aspetta che un giorno lui prenda il suo posto, ma a causa del suo caratteristico naso rosso, il povero Lumetto viene vessato e ostracizzato dai suoi compagni. Lumetto decicide di scappare e si unisce a Picchio (Hermey in originale), un elfo di Babbo Natale che sogna di diventare un dentista, e Yukon Cornelius, un cercatore d'oro. I tre si recano sull'Isola dei giocattoli difettosi, dove sperano di trovare accoglienza. Dopo varie peripezie, Lumetto imparerà a fare del suo difetto una virtù.

## Colonna sonora
- Overture e A Holly Jolly Christmas – 2:23
- Jingle Jingle Jingle – 1:13
- We Are Santa's Elves – 1:31
- There's Always Tomorrow – 1:42
- We're a Couple of Misfits – 1:18
- Silver and Gold – 1:42
- The Most Wonderful Day of the Year – 2:18
- A Holly Jolly Christmas – 1:18
- Rudolph the Red-Nosed Reindeer Finale – 1:19

## Doppiaggio
| Personaggio            | Doppiatore originale | Doppiatore italiano |
| ---------------------- | -------------------- | ------------------- |
| Sam il pupazzo di neve | Burl Ives            |                     |
| Lumetto (Rudolph)      | Billie Mae Richards  |                     |
| Picchio (Hermey)       | Paul Soles           |                     |
| Yukon Cornelius        | Larry Mann           |                     |
| Bumble                 | Larry Mann           |                     |
| Babbo Natale           | Stan Francis         |                     |
| Re Moonracer           | Stan Francis         |                     |
| Fireball               | Alfie Scoop          |                     |
| Charlie-in-the-Box     | Alfie Scoop          |                     |
| Elfi maschi            | Alfie Scoop          |                     |
| Clarice                | Janis Orenstein      |                     |
| Tuono                  | Paul Kligman         |                     |
| Capo Cometa            | Paul Kligman         |                     |
| Capo Elfo              | Carl Banas           |                     |
| Elefante a macchie     | Carl Banas           |                     |
| Giocattoli difettosi   | Carl Banas           |                     |
| Signora Tuono          | Corinne Conley       |                     |
| Bambola per Sue        | Corinne Conley       |                     |
| Mamma Natale           | Peg Dixon            |                     |
| Padre di Clarice       | Bernard Cowan        |                     |